# Kotgondhunshi, Hubli
Kotgondhunshi là một làng thuộc tehsil Hubli, huyện Dharwad, bang Karnataka, Ấn Độ.